# Фасоль Шаки
Фасоль Шаки (англ. Shucky beans, также leather britches, «кожаные штаны») — американское блюдо из бобовых, приготовленное из сушёной зеленой стручковой фасоли, которая была высушена и сохранена для употребления зимой. Это один из самых распространенных гарниров старой кухни Аппалачей, распространенный в центральной и южной части Аппалачских гор на востоке США.
Традиционный способ заготовки фасоли «Шаки» — с помощью иглы и нитки. Фасоль нанизывают на нитку и подвешивают, обычно за дровяной печью, пока она не сморщится, получив вид «кожаных штанов». Сушить её можно и другими способами, например, в теплице, на жестяной крыше или в сушильной машине. Фасоль хранят в наволочке или мешке из-под муки в сухом месте до тех пор, пока они не понадобятся. Сушеную фасоль можно варить на медленном огне в течение нескольких часов со шпиком, чтобы получить сытное зимнее блюдо, которое можно подавать с кукурузным хлебом и нарезанным луком.
- Нанизывание стручков зеленой фасоли на нитку
- Сушка стручковой фасоли